# Seicheles nos Jogos Olímpicos de Verão de 1984
Seicheles competiu nos Jogos Olímpicos de Verão de 1984 em Los Angeles, Estados Unidos.

## Resultados por Evento

### Atletismo
10.000 m masculino
- Albert Marie
  - Eliminatórias — 32:04.11 (→ não avançou, 41º lugar)

100 m feminino
- Mane Ange Wirtz
  - Primeira Eliminatória — 12.61 (→ não avançou, 44º lugar de 46)

Salto em distância feminino
- Marie Ange Wirtz
  - Classificatória — 5.21 m (→ não avançou, 23º lugar)